# Guam az 1988. évi téli olimpiai játékokon
Guam a kanadai Calgaryban megrendezett 1988. évi téli olimpiai játékok egyik részt vevő nemzete volt. Az országot az olimpián 1 sportágban 1 sportoló képviselte, aki érmet nem szerzett. Guam először vett részt az olimpiai játékokon.

## Biatlon
| Versenyző    | Versenyszám  | Lövőhiba | Időeredmény | Helyezés |
| ------------ | ------------ | -------- | ----------- | -------- |
| Judd Bankert | 10 km sprint | 8        | 45:37,1     | 71.      |